# Sport utcai Stadion
Sport utcai Stadion – stadion piłkarski w Budapeszcie, stolicy Węgier. Został otwarty 11 sierpnia 1929 roku. Jego pojemność wynosi 2500 widzów. Swoje spotkania rozgrywają na nim piłkarze klubu BKV Előre SC.
Pierwszy mecz na stadionie przy Sport utcai (ulicy Sportowej) został rozegrany 11 sierpnia 1929 roku. Gospodarze przegrali w nim z Újpestem 0:3. W połowie lat 30. wybudowano trybuny na stadionie. Na początku XXI wieku zlikwidowano bieżnię lekkoatletyczną oraz trybunę po stronie północnej, by zrobić miejsce pod boiska treningowe. Obiekt położony jest tuż obok stadionu MTK Budapeszt.